# Allyson Bezerra
Allyson Leandro Bezerra Silva (Mossoró, 12 de maio de 1992) é um engenheiro civil, sindicalista, funcionário público e político brasileiro, filiado ao União Brasil (UNIÃO). É o 39.º prefeito de Mossoró desde 2021, tendo sido deputado estadual do Rio Grande do Norte entre 2019 e 2020.

## Biografia
Nasceu em Mossoró, interior do Rio Grande do Norte. Cursou seu ensino médio no Instituto Federal do Rio Grande do Norte (IFRN), após a conclusão engatou o curso de "Ciência e Tecnologia" na Universidade Federal Rural do Semi-Árido (UFERSA), onde também é servidor público. Em 2016, tornou-se o presidente do sindicato dos servidores técnicos da universidade.
Também em 2016, concluiu o curso de Engenharia civil também na UFERSA. Atualmente, está cursando Direito na Universidade do Estado do Rio Grande do Norte (UERN).

## Vida política
Em 2018, candidatou-se ao cargo de Deputado estadual pelo Rio Grande do Norte. Conquistou 20.228 votos e foi eleito.
Em 2020, candidatou-se ao cargo de Prefeito na cidade de Mossoró,  na região oeste do estado, sendo eleito com 65.297 votos, que representam 47,52% dos votos válidos.. Deixou a Assembleia Estadual, onde exercia seu primeiro mandato parlamentar, para assumir o cargo. Bezerra conseguiu superar Rosalba Ciarlini (PP), ex-governadora do Rio Grande do Norte  que obteve 59.034 votos (42,96%).
Em 2023, deixou o Solidariedade após sete anos filiado no partido. No mesmo ano, filiou-se ao União Brasil (UNIÃO), em cerimônia realizada em Brasília, com nomes importantes do partido como Antônio Carlos Magalhães Neto, Ronaldo Caiado, Juscelino Filho, Efraim Morais Filho e Luciano Bivar.

## Histórico Eleitoral
| Ano  | Eleição                         | Partido       | Cargo             | Votos   | %      | Resultado | Ref.   |
| ---- | ------------------------------- | ------------- | ----------------- | ------- | ------ | --------- | ------ |
| 2018 | Estadual do Rio Grande do Norte | Solidariedade | Deputado Estadual | 20.228  | 1,20%  | Eleito    | [ 13 ] |
| 2020 | Municipal de Mossoró            | Solidariedade | Prefeito          | 65.297  | 47,52% | Eleito    | [ 14 ] |
| 2024 | Municipal de Mossoró            | UNIÃO         | Prefeito          | 113.121 | 78,02% | Eleito    | [ 15 ] |